# Medaille für Wissenschaft und Kunst (Oldenburg)
Die Medaille für Wissenschaft und Kunst des Großherzogtums Oldenburg wurde am 11. Juni 1861 durch den seit 1853 allein regierenden oldenburgischen Landesherrn Nicolaus Friedrich Peter (1827–1900) gestiftet. Die sogenannte „zweistufige“ Medaille wurde entweder in Gold oder Silber vergeben, ohne dass hierzu genauere Bestimmungen beziehungsweise „Statuten“ erlassen wurden. Den Stempel schuf Rudolph Kölbel (1826–1910), Hof-Graveur und Modelleur in Oldenburg.
Von den – nicht tragbaren – Medaillen wurden nur wenige Dutzend verliehen:
- 1861 bis 1903: 39 Medaillen in Gold[1]
- 1903 bis 1919, also bis zu Beginn der Weimarer Republik: 46 Medaillen in Silber, vergoldet[1]

## Bekannte Preisträger
- Franz Poppe, Pseudonym Fresena (1834–1915), Schulrektor, Schriftsteller, Heimatdichter und Redakteur[3]